# Eminia (chi thực vật)
Eminia là một chi thực vật có hoa thuộc họ Fabaceae. Nó thuộc phân họ Faboideae.